# 橋本大地 (ゴルファー)
橋本 大地（はしもと だいち、1972年10月13日 - ）は、福岡県出身のプロゴルファーである。

## 経歴
福岡県立八女高等学校卒業。富士OGMエクセレントクラブ 伊勢大鷲コース（伊勢大鷲ゴルフ場）所属。2000年にツアーデビュー。レッスンプロとしての活動が知られ、2008年、横峯さくらのコーチ契約を結ぶ。現在、地方テレビ局で冠番組『チーム大地のゴルフON&ON! 〜橋本大地のフェード最強論〜』（制作はとちぎテレビ）を持つ。